# Guvern central
Un guvern central este guvernul care exercită puterea de control asupra unui stat unitar. Unele țări deleagă puteri către guverne regionale, provinciale sau locale, creând niveluri de guvernare cu atribuții partajate, conform legii sau constituției. Guvernul central are puterea de a adopta legi pentru întreaga țară, spre deosebire de guvernele locale, precum securitatea națională sau diplomația internațională.
Un alt tip distinct, dar suveran, de entitate politică este guvernul federal, care poate avea puteri diferite la diverse niveluri de guvernare, autorizate sau delegate de federație și convenite de fiecare dintre statele federate. Diferența dintre un guvern central într-un stat unitar și un guvern federal constă în statutul autonom al regiunilor cu autoguvernare.
În cazul statelor unitare, autonomia acestora depinde de voința guvernului central și este adesea creată printr-un proces de descentralizare, putând fi revocată unilateral printr-o simplă schimbare legislativă. Pe de altă parte, un guvern federal este, de regulă, format prin acord între state anterior independente și, astfel, are puteri limitate în modificarea echilibrului de competențe.
În esență, guvernele federale sunt adesea stabilite voluntar „de jos în sus”, în timp ce decentralizarea într-un stat unitar reprezintă o delegare a guvernării „de sus în jos”.

## State unitare
Un stat unitar este o formă de organizare politică în care puterea guvernamentală este concentrată la nivel central, iar autoritățile locale sau regionale funcționează sub autoritatea și controlul direct al guvernului central.
- Bangladesh
- Republica Populară Chineză
- Republica Coreea
- Danemarca
- Filipine
- Finlanda
- Franța
- Georgia
- Indonezia
- Italia
- Japonia
- Norvegia
- Noua Zeelandă
- Portugalia
- Regatul Unit
- Spania
- Taiwan
- Turcia
- Ucraina
- Vietnam

### Federații
Un guvern federal este guvernul comun sau național al unei federații. Statele Unite ale Americii este prima federație modernă după adoptarea primei constituții, Articolele Confederației în 1781.
Exemplele includ:
- Austria
- Argentina
- Australia
- Belgia
- Brazilia
- India - State și teritorii ale Indiei
- Canada – Subdiviziunile Canadei
- Germania – Landurile Germaniei
- Malaysia
- Mexic
- Nigeria
- Nepal
- Pakistan
- Rusia – Districtele federale ale Rusiei, Subieții federali ai Rusiei
- Sudan – Sudanul de Sud este independent în prezent
- Elveția – Cantoanele Elveției
- Statele Unite ale Americii
- Venezuela – Statele Venezuelei